# Catania Beach Soccer
A Associazione Sportiva Dilettantistica Catania Beach Soccer é a primeira equipa de futebol de praia de Catania. O clube tem sua sede em Gravina de Catania (CT).

## História
Fundado em 2004 por Giuseppe Bosco, com Stefano Musumeci treinador, imediatamente participou no campeonato da Série A. No primeiro ano ganhou a Copa Itália.

## Títulos
O Catania Beach Soccer é o clube mais titulado de Itália.
Campeonato de Série A2 (2008 e 2018)
Copa Itália4 (2004, 2005, 2018, 2019)
Supercopa italiana4 (2006, 2007, 2009, 2016)